# Weiding (Schwandorf)
Weiding es un municipio situado en el distrito de Schwandorf, en el estado de Baviera (Alemania). Tiene una población estimada, a finales de 2020, de 450 habitantes.
Está integrado en la comunidad de municipios (en alemán, verwaltungsgemeinschaft) de Schönsee.
Está ubicado al este del estado, en la región de Alto Palatinado, cerca de la orilla del río Naab —un afluente izquierdo del Danubio— y de la frontera con República Checa.